# Клерк, Чарльз
Чарльз Клерк (Кларк), (англ. Charles Clerke; 22 августа 1741 — 22 августа 1779) — английский моряк.

## Биография
Участвовал в нескольких экспедициях, снаряжавшихся для открытий в Южном океане, среди прочих — в кругосветных путешествиях Джеймса Кука 1768, 1772 и 1776 годах.
Во время последнего путешествия Клерк был капитаном на «Discovery», и когда Кук был убит, принял командование всей экспедицией. Он направился от Сандвичевых островов на север, отремонтировал корабли в Петропавловске-Камчатском и вновь вышел в море, преодолел Берингов пролив, искал северо-западный проход из Атлантического океана в Тихий (главная цель экспедиции) и вернулся лишь убедившись в безрезультатности поисков, а также ввиду повреждения кораблей во льдах.
Умер Чарльз Кларк 22 августа 1779 года от чахотки в Беринговом море у Камчатки.
В отчёте о последнем путешествии Кука было отдано должное заслугам Клерка. По его имени названы два необитаемых острова в северных частях Тихого океана, между берегом Камчатки и берегом Северной Америки.

## Память

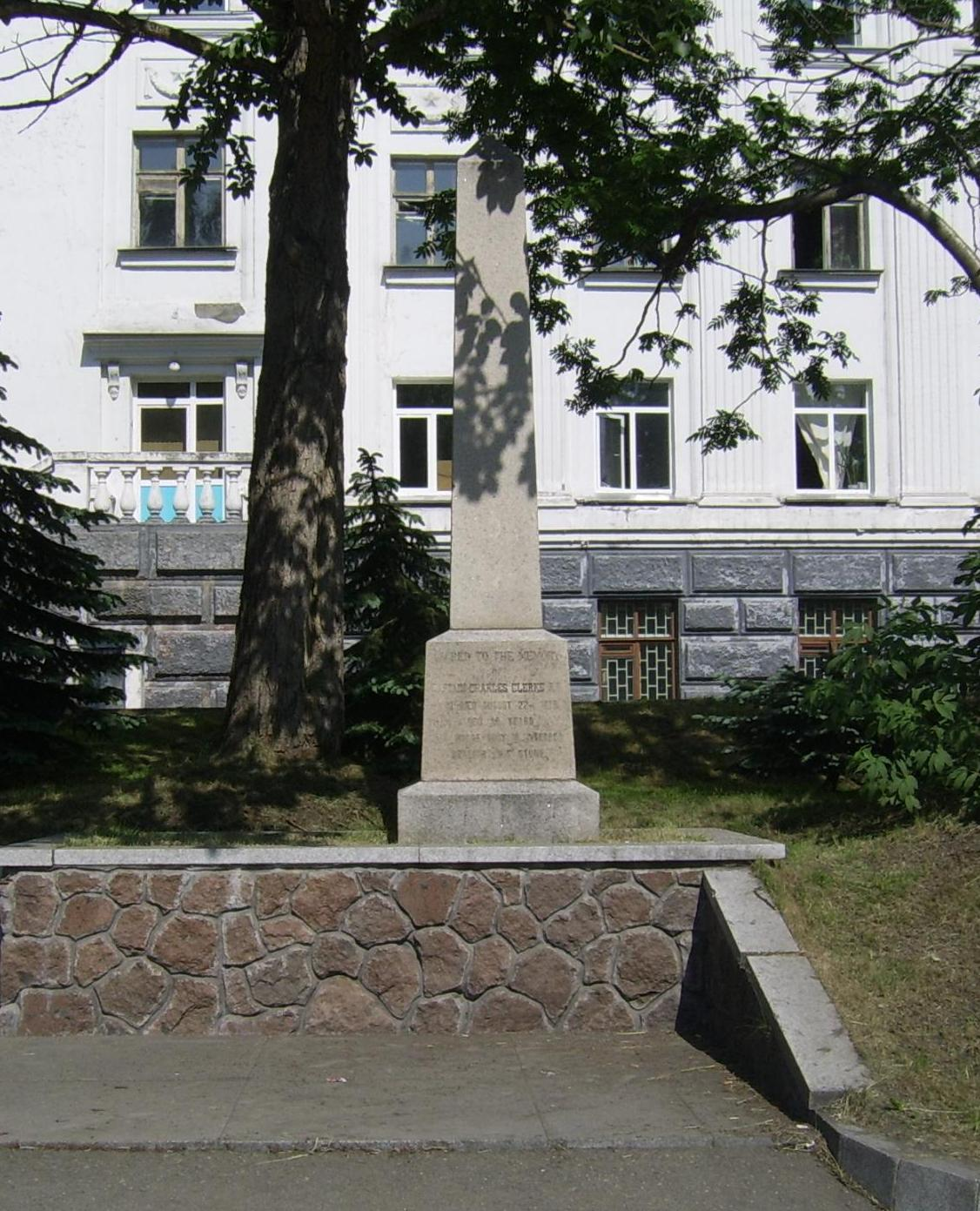
Обелиск английскому мореплавателю Чарльзу Клерку в г. Петропавловске-Камчатском

Последней волей Чарльза Клерка было похоронить его на Камчатке в деревне Паратунка, которую он посетил в апреле 1779 г.
В 1804 году русские корабли «Надежда» и «Нева», совершая первое кругосветное путешествие под командованием И. Ф. Крузенштерна, поставили на могиле Кларка деревянный памятник.
В 1818 году по распоряжению начальника Камчатки П. И. Рикорда прах Ч. Кларка был перенесён и с воинскими почестями перезахоронен в центре города Петропавловск-Камчатский.
В 1914 году в центральной части города поставлен, доставленный по просьбе английского адмиралтейства, мраморный памятник с текстом на английском языке, который повторяет надпись первого захоронения. «Памяти капитана королевского флота Чарльза Клерка, который скончался 22 августа 1779 года в возрасте 38 лет и чьё тело покоится под этим камнем». Такова надпись на фасаде.
На северной грани обелиска начертано: «Этот офицер совершил несколько путешествий, посвящённых открытию новых земель под командою капитана Кука, всемирно известного мореплавателя, и доставил его прах после того, как капитан был убит дикарями. Он умер в море после отважной, но безуспешной попытки пробиться сквозь льды, лежащие перед Беренговым проливом. Он был человеком высокого достоинства и беззаветной отваги, верный своему руководителю и безоговорочно преданный долгу».
Надпись на южной стороне обелиска: «Этот памятник установлен в 1913 году офицерами, членами парламентской комиссии адмиралтейства Великобритании, Ирландии и прочая в знак высокой оценки смелой и честной службы отважного британского офицера».
Памятник был установлен на центральной улице, недалеко от Петропавловского собора, и сохранился до нашего времени почти в неизменном виде. В 2002 г. при реставрации памятника были очищены надписи и освобождён от земли цоколь из бутового камня.
В честь Чарльза Клерка, был назван остров с координатами 42.775409 с.ш., 131.349244 в.д., Хасанский муниципальный округ, Приморский край, а так же одноимённая бухта и полуостров с маяком и учебным танко-дромом, в 60-ти километрах юго-западней  от Владивостока.